# گریگور بلدیان
گریگور بلدیان (ارمنی: Գրիգոր Պըլտեան؛ زادهٔ ۱۹۴۵) رمان‌نویس، شاعر، نقد ادبی اهل ارمنستان است. وی از سال ۱۹۶۷ در فرانسه زندگی می‌کند.

## زندگی‌نامه
وی در ۱۹۴۵ در بیروت به دنیا آمد و از Armenian Lyceum Nshan Palandjian فارغ‌التحصیل شد. 